# 傑克森·佩吉
傑克森·佩吉（英語：Jackson Page，2001年8月8日—）是來自威爾斯布萊奈格溫特的職業司諾克運動員。在2025年世界錦標賽預選賽中對陣艾倫·泰勒時，成為第一位在同一場比賽中打出兩次滿分桿的球員。
佩吉在2019至2020年司諾克賽季轉為職業選手，並在2022年世界司諾克錦標賽首次亮相，最終在16強賽以3-13輸給他的導師兼練習搭檔馬克·威廉斯。2024年冠軍聯賽中首次進入排名賽決賽，但以1-3輸給阿里·卡特。
佩吉在業餘選手時期曾獲得U-18世界錦標賽冠軍、歐洲U-18錦標賽冠軍和歐洲U-21錦標賽冠軍。

## 外部連結
- Jackson Page at snooker.org